# 手柄山

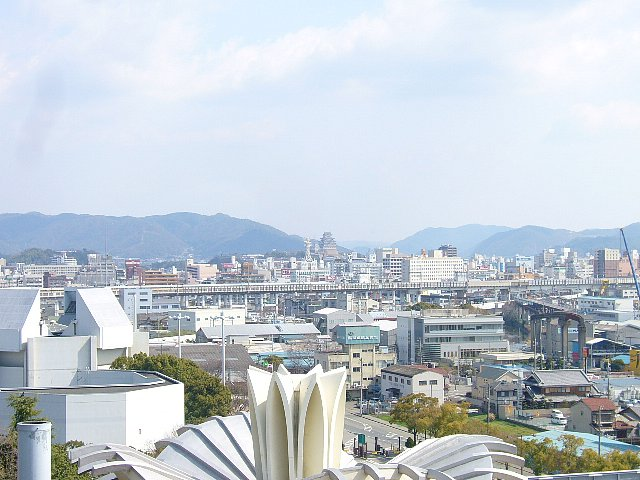
手柄山山腹から姫路市街・姫路城を望む。右手に所々残るのがモノレール廃線跡

手柄山（てがらやま）は、兵庫県姫路市中心街の南西に位置する標高約50メートルの山である。
山のやや南部を市道が東西に切通しで抜ける。全域が整備され、手柄山平和公園となっている。

## 歴史
- 1956年（昭和31年） - 太平洋戦全国戦災都市空爆死没者慰霊塔が建立される。
- 1959年（昭和34年） - 姫路市立姫路球場が竣工・開場。
- 1962年（昭和37年） - 姫路市立厚生会館が竣工[1]。
- 1965年（昭和40年） - 姫路市立科学館が開館。
- 1966年（昭和41年） - 姫路大博覧会が開催される。
- 1966年（昭和41年） - 姫路市交通局モノレール線が開業。
- 1966年（昭和41年） - 姫路市立水族館が開業。
- 1972年（昭和47年） - 姫路市文化センター開業。
- 1974年（昭和49年）  - モノレール線が休止、1979年廃止となる。
- 1980年（昭和55年） - 姫路市立手柄山温室植物園が開園。
- 1993年（平成5年） - 姫路科学館開館に伴い姫路市立科学館が閉館。
- 2001年（平成13年） - 兵庫県立武道館が竣工、翌年開場。
- 2010年（平成22年） - 手柄山ループバス（詳細後述）が運行開始。
- 2011年（平成23年） - 手柄山交流ステーションが開業。

### 第二次世界大戦前
歴史への登場は古く、『播磨国風土記』に伊和里の「手苅丘（てがりおか）」として見える。『播磨国風土記』では名の由来を、「播磨近国の神々が集まり草を手で刈っていた」または「鎌を知らず手で稲刈りをしていた」ことに因む、としている。
また江戸時代には手柄山一派と呼ばれる（手柄山氏繁らが有名）刀鍛冶の本拠地があった。

### 空爆死没者慰霊塔の建立
1956年、全国戦災都市連盟により「太平洋戦全国戦災都市空爆死没者慰霊塔」が建立された。高さ26mで、白亜で独特の外見を持つ。
慰霊塔の建立を誘致したのが、戦後復興期に姫路市長に就任し、大手前通りなどの積極的都市整備を行った石見元秀（在任1947年 - 1967年）である。
この誘致に応じ全国戦災都市連盟（当時、石見元秀市長が全国戦災都市連盟の会長を兼務していた）が建立したもので、慰霊塔の手前両側に太平洋戦争で空襲を受けた1都99市13町の碑が並ぶ。

### 観光地としての整備
慰霊碑の建立に引き続き、観光地としての手柄山の開発に注力したのも石見元秀市長であった。1966年には手柄山で地方博の嚆矢とも言える「姫路大博覧会」が開催された。博覧会を機に、山上には西洋の古城を模した、おとぎの国のような建物が続々と建てられ（これらはパビリオンであったという）、また遊園地や図書館、水族館、温室植物園、展望台、陸上競技場などが集積し、手柄山は姫路市の一大文化拠点・手柄山中央公園となった。市中心街から手柄山までのアクセスとして姫路市交通局モノレール線が開業した。しかし、博覧会後は需要が伸びず、1974年に休止、1979年に廃止となった。

### 現状
その後、文化施設は手柄山外の市内各所に分散して新築・移転されるようになった。
姫路市立図書館はレンガ建ての美しい建築を誇っていたが、本館機能の姫路城内への移転とともに取り壊された。跡地は手柄山南東から山上へのエントランスの一部となっている。なお市立図書館移転後に、手柄山近辺に市立図書館手柄分館が新築されている。先に述べた西洋古城風の建物は現在も残り、慰霊塔や展望台などと相俟って、独特の景観を醸し出している。
文化拠点としての集中度は薄れたが、手柄山は今なお、スポーツ関連施設を中心に姫路市文化ゾーンの一翼を担っている。
1950年代から開発された公園であり、一部設備では老朽化が進んだため、水族館が2008年 - 2011年、姫路球場が2011年 - 2014年にかけて全面改修工事を行った。回転展望台の喫茶店は2018年3月25日をもって閉店した。

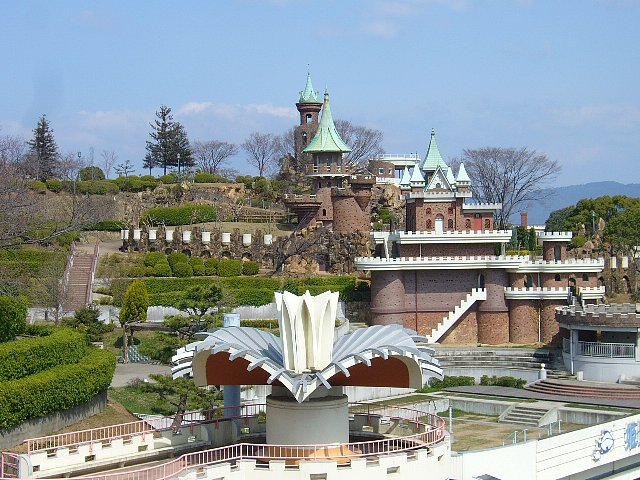
スリラー塔。手前は水族館
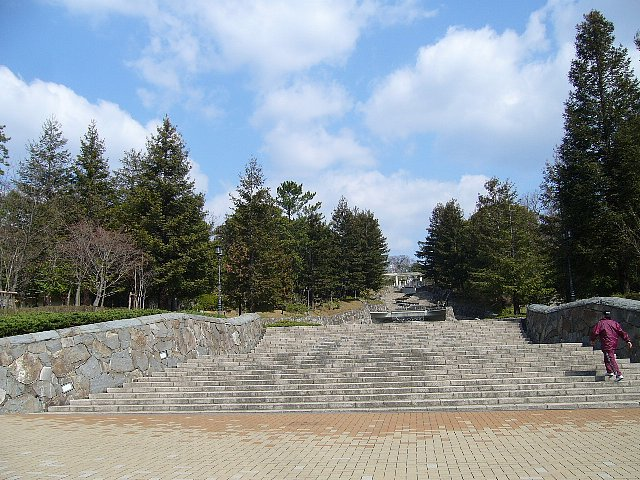
カスケード（旧図書館跡）
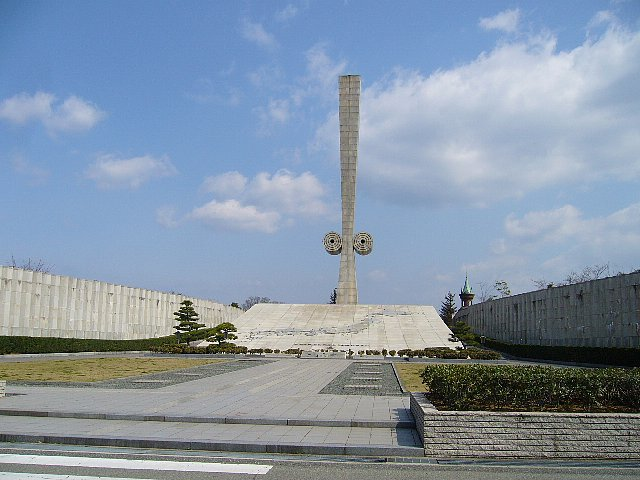
太平洋戦全国戦災都市空爆死没者慰霊塔
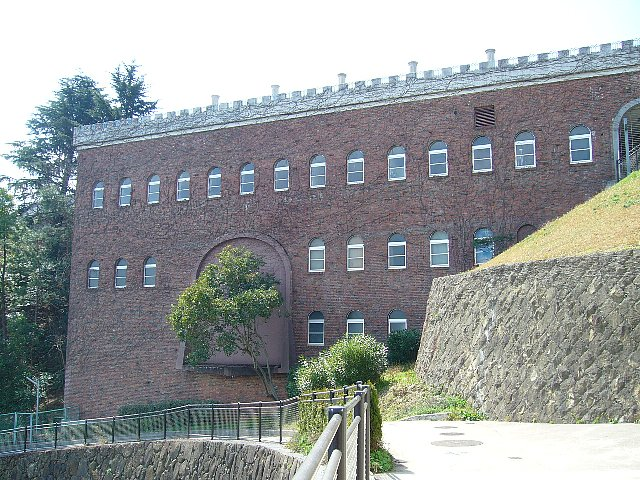
モノレール 手柄山駅跡
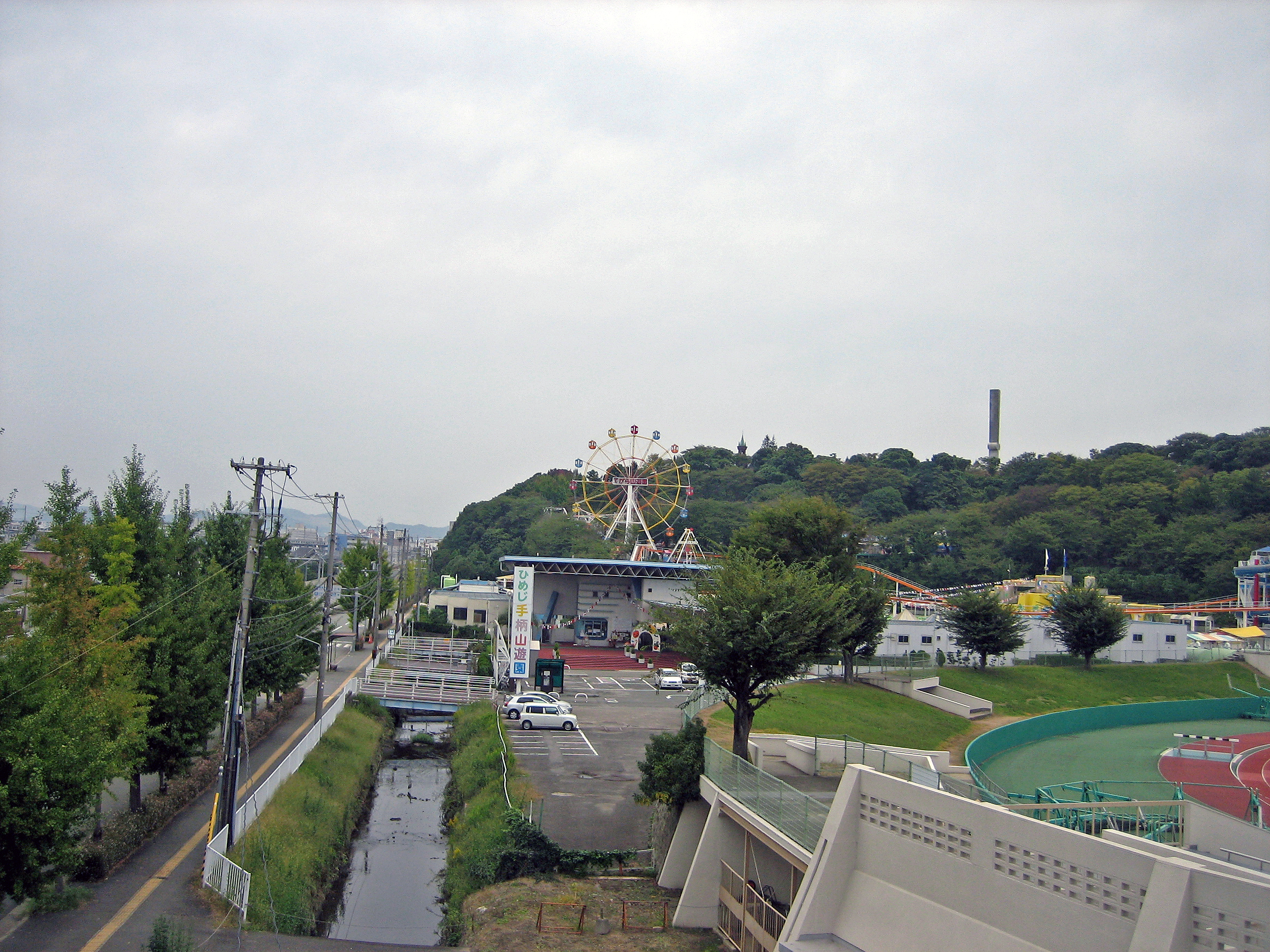
手側山と麓にあるひめじ手柄山遊園
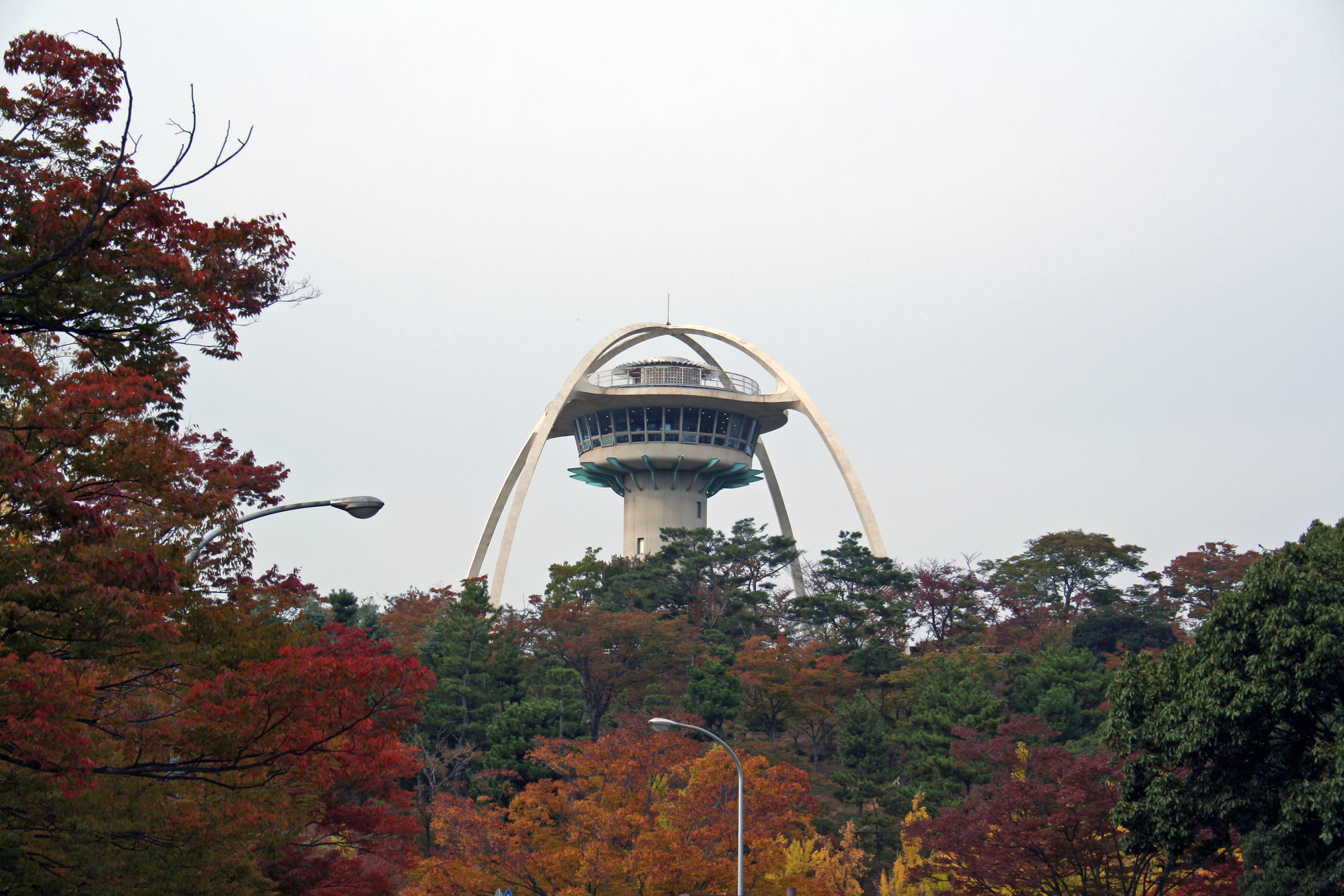
手柄山回転展望台

## アクセス・周辺

### 鉄道
- 山陽電気鉄道本線手柄駅から西へ、徒歩1km前後。

JR西日本山陽本線上に、手柄山平和公園駅が2026年春に開業予定。

### 路線バス
最寄りのバス停
- 中央体育館・姫路球場・緑の相談所：「中央体育館・姫路球場前」
- 陸上競技場：「中地」
- 温室植物園・平和資料館・県立武道館：「武道館・植物園前」
- 文化センター・水族館：「姫路市文化センター前」

### 周辺
- 生矢神社（隣接）
- 姫路市立総合スポーツ会館 - 姫路球場の西方約0.5km。
- 冑山神社 - 北方約1km前後
- 船場川・水尾川
- 姫路市中央卸売市場
- イオンタウン姫路

## 参照
- 姫路市発行「緑と憩いとふれあいがイッパイ・手柄山中央公園」  - 主な施設
- 神姫バス公式サイト